# Hugo Schönherr von Schönleiten
Hugo Schönherr Edler von Schönleiten (* 28. Mai 1858; † 27. Dezember 1938) war ein österreichischer Generalmajor.
Hugo Schönherr wurde am 1. November 1917 innerhalb der k. u. k. Doppelmonarchie Österreich-Ungarns zum Generalmajor befördert und zugleich wegen seiner dreißig Dienstjahre auf Grundlage der Regelungen über den systemmäßigen Adel 1917 in den erblichen Adelsstand erhoben. Schönherrs Namenswahl fiel auf den Berg Schönleiten in der Südtiroler Nonsberggruppe, den er im Ersten Weltkrieg in den Isonzoschlachten erfolgreich verteidigen konnte.
Schönherrs Sohn war Otto Schönherr Edler von Schönleiten, sein Enkel der Schauspieler, Schriftsteller und Sprecher Dietmar Schönherr.